# Selamia reticulata
Selamia reticulata is een spinnensoort in de taxonomische indeling van de mierenjagers (Zodariidae).
Het dier behoort tot het geslacht Selamia. De wetenschappelijke naam van de soort werd voor het eerst geldig gepubliceerd in 1870 door Eugène Simon.